# Sergentomyia impudica
Sergentomyia impudica är en tvåvingeart som först beskrevs av Emile Abonnenc 1967.  Sergentomyia impudica ingår i släktet Sergentomyia och familjen fjärilsmyggor. Inga underarter finns listade i Catalogue of Life.